# Leiella ochreocalcar
Leiella ochreocalcar är en tvåvingeart som beskrevs av Günther Enderlein 1910. Leiella ochreocalcar ingår i släktet Leiella och familjen svampmyggor. Inga underarter finns listade i Catalogue of Life.